# Etnias de Chad

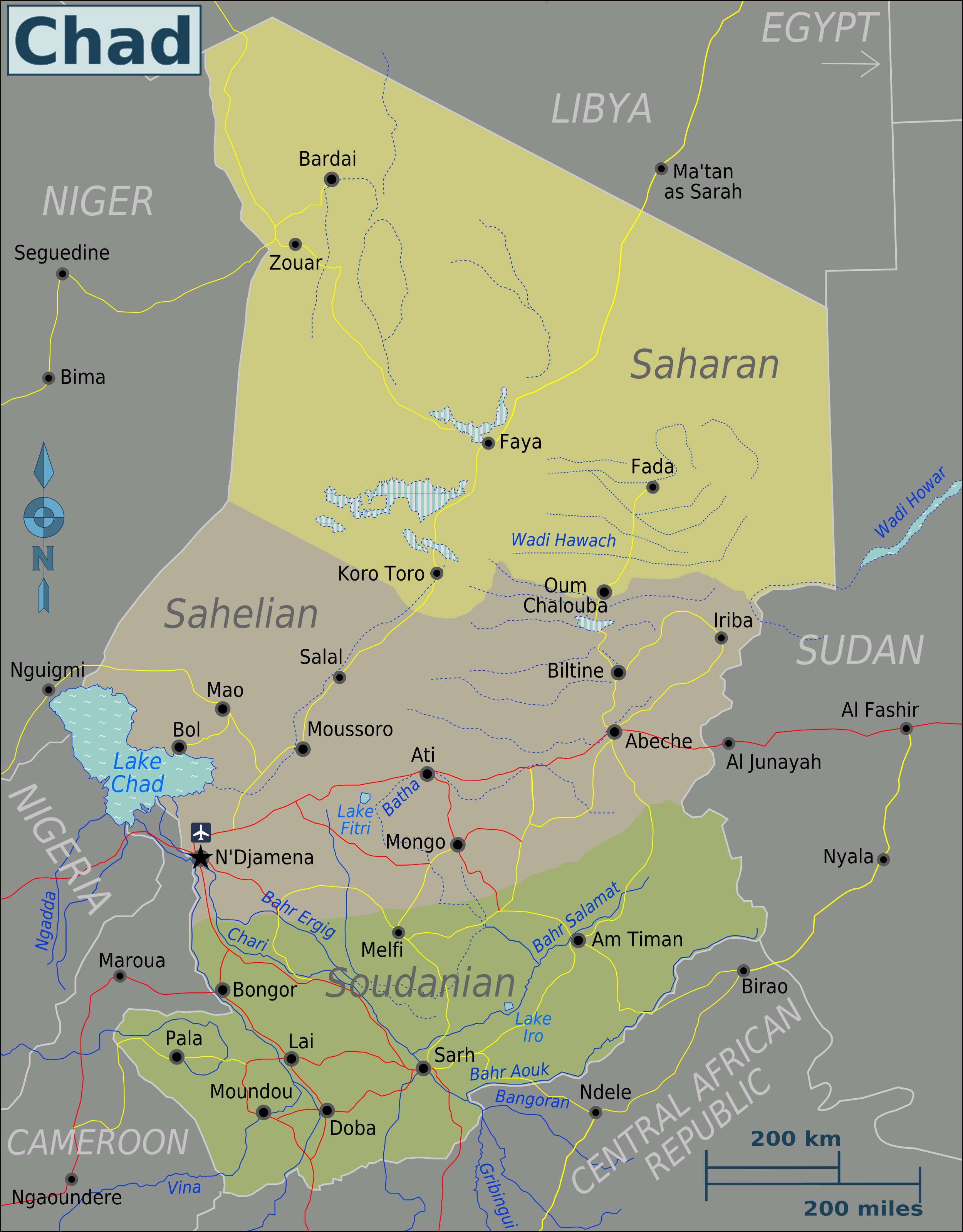
Mapa de regiones biogeográficas de Chad

Los 17,1 millones de habitantes de Chad en 2021 están divididos en unas 200 etnias que hablan numerosas lenguas. La parte meridional del país fue históricamente el cruce de las rutas de caravanas por el sur del Sahara, que enlazaban África occidental con las zonas árabes, así como el norte de África y el África subsahariana. El comercio de esclavos entre el África subsahariana y el Oriente Próximo pasaba a través de los mercados de esclavos de Chad y Sudán occidental, incidiendo notablemente en la economía de Chad y aportando gente de muy diversas etnias al país. Las lenguas oficiales son el francés y el árabe, en el sur se hablan las lenguas sara, de la etnia más numerosa, y otras 120 lenguas y dialectos.

## Etnias

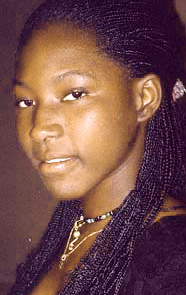
Una niña de la etnia sara fotografiada en el año 2000.

La etnia más numerosa de Chad son los sara, entre el 28 y el 30,5  % de la población, de 4 a 4,5 millones. Hay medio millón en la República Centroafricana. Son un conjunto de pueblos que viven de la agricultura y la pesca en torno a los ríos Chari y Logone, su afluente. Entre los subgrupos sara figura los madjungayés, los djiokos, los kumras, los nars, los coulayes, los ngamas, los dayes, los nois, los mbuns, los sara-kabas, los dindjes, los mbayes, los bedjonds, los gors, los ngambayes, los kabas, los mouroums y los dobas. Muchos se desplazaron a esta región huyendo de los traficantes de esclavos.
Al oeste de los sara viven los laka y los mbum, así como los gula y los tumak en la zona de Goundi, en la región de Mandoul, al sur del país. En la zona entre los ríos Chari y Longone viven los pueblos tangale, un conjunto de pueblos que hablan la lengua tangale y que viven sobre todo en el norte de Nigeria.
En la zona tropical semiárida se encuentran los barma de Bagirmi, fundadores del reino del mismo nombre, el sultanato de Baguirmi, al sudoeste del lago Chad, rodeados por grupos com los kanuri, los fulani, los hausa y los árabes. En la zona baja de los ríos Logone y Chari viven los kotoko, descendientes del antiguo reino de Kotoko y de la civilización Sao. En el lago Chad viven los buduma y los kuri, asociados con los kanembu y los tunjur, de origen árabe, pueblos sedentarios que conviven con los nómadas daza, los kreda y los árabes. Los  hadjarai de la región de Guéra y Abou Telfane son pueblos de refugiados que al vivir en zonas montañosas han resistido mejor las invasiones. Alrededor de los pueblos hadjarai (unos 15 grupos, muy proclives a la mutilación femenina), en la llanuras, viven los bilala, los kuka y los midogo, pueblos sedentarios. Al este de la región de Ouaddaï viven los maba, una especie de aristocracia rodeada de otros pueblos parecidos con distintos idiomas. Los pueblo tama del norte y los daju del sur, en la frontera con Nubia, han formado sus propios sultanatos. A través de la región de Ouaddaï hay pueblos de ascendencia árabe que aparecen por todas partes.
Los daza o tubu son unos 500.000 y viven al norte de Chad y sur de Libia. Son musulmanes y están formados por clanes divididos en tribus encabezadas por jefes.

## Árabes en Chad

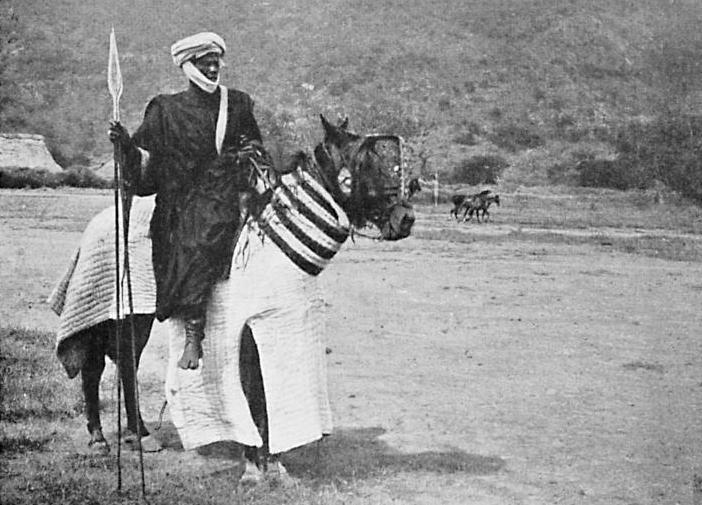
Jinete árabe fotografiado en 1910, en la época colonial francesa

Los árabes forman el 12 % de la población de Chad, aunque puede que lleguen a 3 millones. En Chad se los llama baggara. Son seminómadas y ocupan mayoritariamente las regiones secas del Sahel de Chad, en  Ouaddaï y Chari-Baguirmi. Proceden de las invasiones árabes del siglo XIV, como pastores de camellos y esclavistas, y las consecuentes conversiones. Se dividen en tres subgrupos, hassuna, juhayna (de una tribu de Arabia), y awlad suleiman, más conocidos en Libia. Los árabes de Chad se ven envueltos en luchas contra el gobierno con cierta regularidad.

## Perfil demográfico

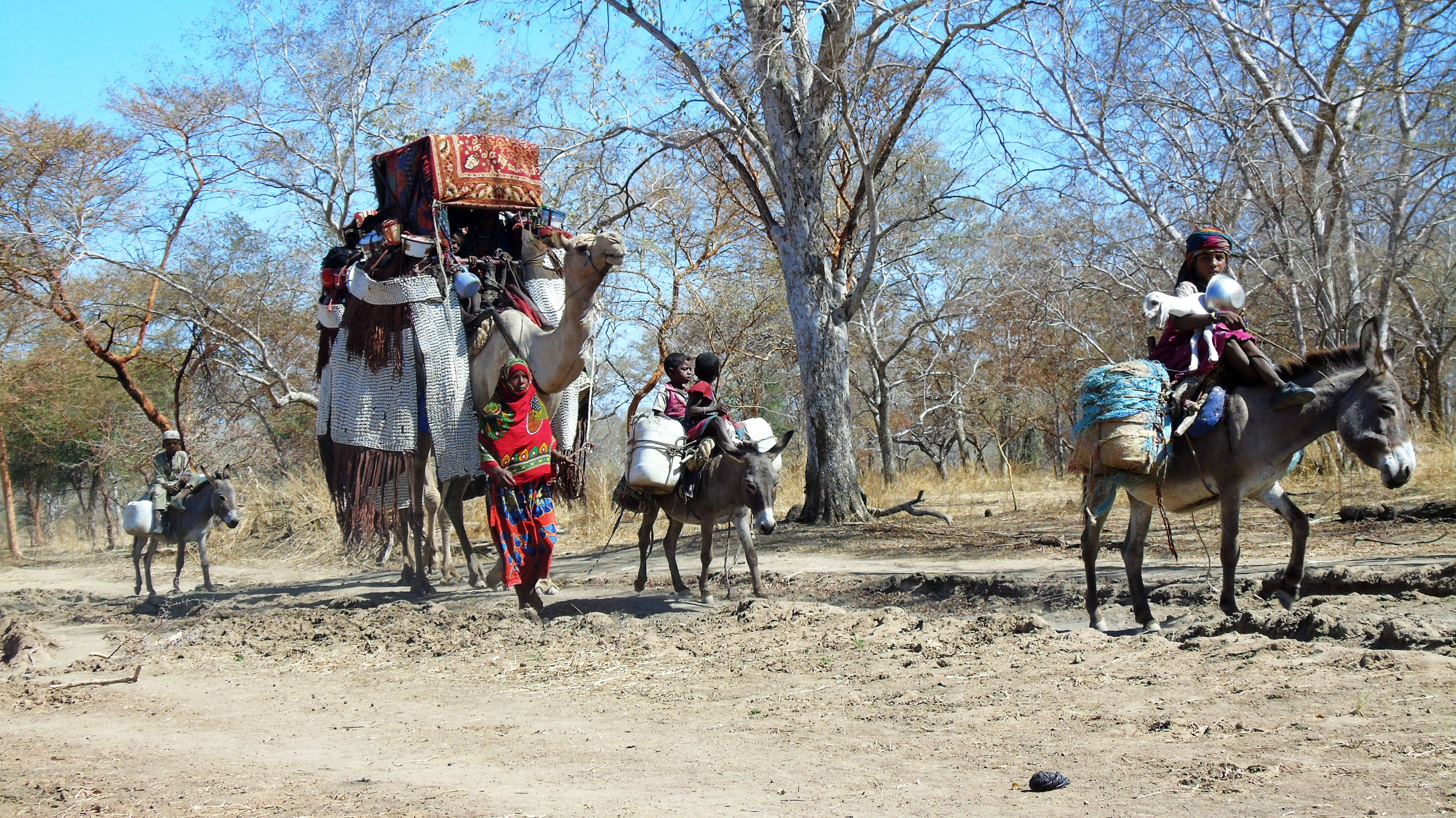
Caravana de nómadas en Chad

A pesar de la producción de petróleo, que empezó en 2003, el 40 % de la población de Chad vive bajo el límite de la pobreza. La población continúa creciendo rápidamente (3 % en 2020) porque la tasa de natalidad es muy elevada (43 nacimientos por 1000 hab., 5,8 hijos por mujer en 2020), con lo que el porcentaje de jóvenes es muy alto: más del 65 % tiene menos de 25 años, con una media de 16,6 años de la población, y, a pesar de que la tasa de mortalidad también es alta (10,5 muertes por 1000 hab.) y la esperanza de vida baja (57,5 años), Chad tiene la tercera tasa de mortalidad maternal del mundo (856 muertes por 100.000 nacimientos en 2015). Entre los riesgos principales se encuentran la pobreza, la anemia, la vida rural, la elevada fertilidad, la baja educación y la falta de acceso de las mujeres a la planificación familiar y a los cuidados obstétricos. Las zonas rurales se ven afectadas por el empobrecimiento y la falta de acceso a la educación de los jóvenes. Solo una cuarta parte de las mujeres sabe leer, solo el 5 % usa contraceptivos y más del 40 % sigue practicando la mutilación genital. La media de mortalidad infantil se sitúa en 71,7 muertes por 1000 nacimientos).
En octubre de 2017, había en Chad más de 320.000 refugiados de Sudán y más de 75.000 desde la República Centroafricana, creando tensiones entre las comunidades. Chad es un país relativamente tranquilo, pero las luchas entre comunidades hasta 2012 dejaron a unas 60.000 personas desplazadas en las zonas orientales.